# Montferrat (Italie)
Pour les articles homonymes, voir Montferrat.
Le Montferrat (en italien Monferrato [moɱferˈraːto], en piémontais Monfrà [mʊŋˈfɾɑ]) est une région historique du Piémont, dans le Nord-Ouest de l'Italie. Il s'étend essentiellement sur les actuelles provinces d'Asti et d'Alexandrie (Alessandria). Depuis le 22 juin 2014, certains vignobles du Montferrat sont inscrits sur la liste du patrimoine mondial de l'UNESCO, dans le cadre d'une d'appellation unique visant aussi le Roero et les langhe : « paysage viticole du Piémont : Langhe-Roero et Monferrato ».

## Géographie

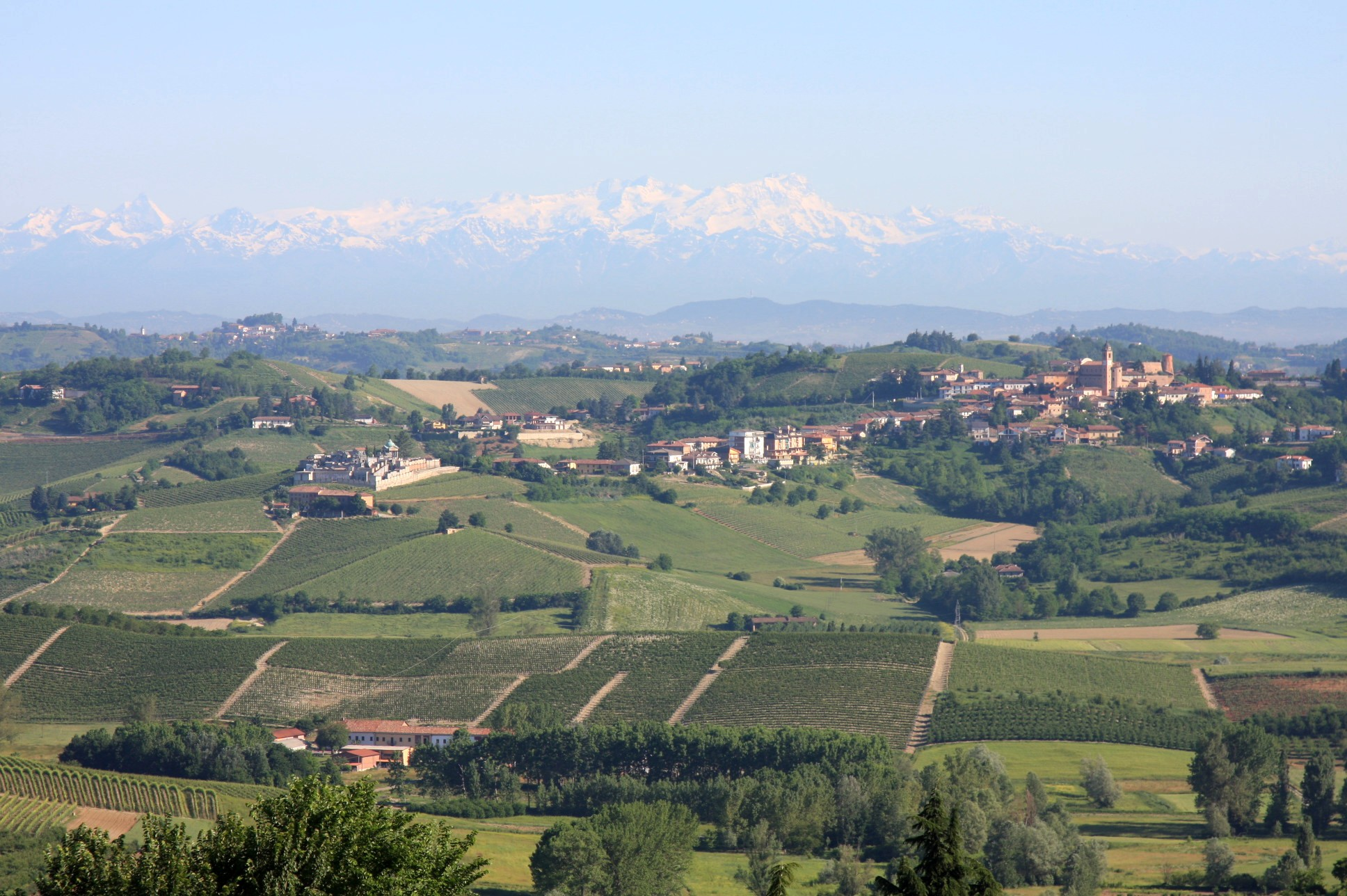
Panorama typique du Montferrat.

Le Montferrat est une région principalement constituée de collines, au sud du Pô et au nord des Apennins ligures.

## Économie
Le Montferrat est une région viticole et est particulièrement réputé pour ses vins rouges et ses vins mousseux. Parmi les vins DOP (Denominazione di Origine Protetta, dénomination d'origine protégée) et DOCG (Denominazione di Origine Controllata e Garantita, dénomination d'origine contrôlée et garantie) les plus célèbres, on trouve :
- Vins rouges
  - Barbera d'Asti
  - Barbera del Monferrato
  - Dolcetto d'Acqui
- Vins blancs
  - Cortese di Gavi
- Vins rosés
  - Monferrato Ciaret
- Vins mousseux ou de dessert
  - Brachetto d'Acqui
  - Moscato d'Asti

Outre la viticulture, l'agriculture (noisettes, fruits), l'élevage (viandes, fromages), la gastronomie (truffes) et le tourisme sont des activités importantes pour l'économie du Montferrat.

## Histoire
Comté à l'origine[citation nécessaire], puis marquisat en 967 et enfin duché en 1573, le Montferrat a connu, au cours des siècles, les phases suivantes :
- le règne des Alérame, descendants d'Alérame, le premier marquis ;
- le règne des Paléologue à partir de 1305 par carence de descendant mâle de la famille précédente ;
- l'occupation impériale de 1533 à 1536 en raison de la même carence ;
- le règne des Gonzague, déjà ducs de Mantoue, à compter de 1536 ;
- la guerre de Succession de Montferrat de 1613 à 1617 en raison d'un problème de descendance ;
- par le traité de Suse de 1629, Montferrat doit revenir à la Savoie ;
- les soubresauts de la guerre de Succession de Mantoue en 1631, cette fois encore en raison d'un problème de descendance interrompue, le duché perdant une partie de son territoire au profit de la maison de Savoie ;
- le règne des Gonzague-Nevers jusqu'en 1708, date à laquelle une nouvelle rupture de succession mâle attire la convoitise de la Savoie, qui annexe entièrement et définitivement le Montferrat.